# Liste von ZDF-Samstagskrimis
Diese Liste enthält die vom ZDF seit 1995 unter dem Label Samstagskrimi ausgestrahlten Kriminalfilme. Diese Filme haben ihren festen Sendeplatz am namensgebenden Samstag um 20.15 Uhr. Die einzelnen Filme, die in dieser Rubrik laufen, dauern circa 90 Minuten und sind inhaltlich abgeschlossen. Ihre Hauptfiguren bekommen eine eigene Privatgeschichte, die über die Folgen hinaus erzählt wird. Das Samstagskrimi-Konzept gilt als erfolgreiche Adaption der überaus erfolgreichen Tatort-Reihe der ARD.

## Übersicht der Samstagskrimis

### Aktuelle
- Ein starkes Team (seit 1994)
- Wilsberg (seit 1995)
- Stralsund (seit 2009)
- Helen Dorn (seit 2014)
- München Mord (seit 2014)
- Friesland (seit 2014)
- Ostfrieslandkrimis (seit 2017)
- In Wahrheit (seit 2017)
- Schwartz & Schwartz (seit 2018)
- Das Quartett (seit 2019)
- Erzgebirgskrimi (seit 2019)
- Theresa Wolff – Der Thüringenkrimi (seit 2021)
- Kolleginnen (seit 2022)
- Wendland (seit 2022)
- Ein Fall für Conti (seit 2023)

### Ehemalige
- Bella Block (1994 bis 2018)
- Rosa Roth (1994 bis 2013)
- Stubbe – Von Fall zu Fall (1995 bis 2014)
- Sperling (1996 bis 2007)
- Die Verbrechen des Professor Capellari (1998 bis 2004)
- Einsatz in Hamburg (2000 bis 2013)
- Das Duo (2002 bis 2012)
- Kommissarin Lucas (2003 bis 2023)
- Unter Verdacht (2003 bis 2019)
- Lutter (2007 bis 2010)
- Der Kommissar und das Meer (2007 bis 2021)
- Kommissarin Heller (2014 bis 2021)
- Dresden Mord (2015 bis 2016)
- Schwarzach 23 (2015 bis 2020)
- Herr und Frau Bulle (2018 bis 2021)